# Ponte di Bellaria
Il ponte di Bellaria, conosciuto anche come ponte di Miano, è un'opera realizzata a Napoli verso la metà del XIX secolo, sul Cavone di Miano, la vallata che separa la collina di Capodimonte dall'altopiano adiacente del quartiere di Miano. Il ponte venne edificato in epoca borbonica (durante il regno di Ferdinando II) per consentire il prolungamento della viabilità verso l'antico casale di Miano, che veniva così ad essere collegato col borgo di Capodimonte.
La posizione della struttura si dimostrò strategica e nei pressi di essa venne costruita la cosiddetta "porta di Miano", allora nota come "porta Bellaria", ufficialmente "Posta doganale di Bellaria". La porta fungeva anche da ingresso verso il bosco di Capodimonte, che in questo modo veniva reso praticabile anche nei luoghi più impervi e diventava spazio attrezzato al passeggio e al diporto più che alla caccia e alla coltivazione.
La costruzione del ponte è oggi considerata importante da un punto di vista socio-economico, perché permetteva un più rapido collegamento fra il centro cittadino e la parte nord dell'agro napoletano, ma anche e soprattutto dal punto di vista urbanistico-sociale, perché la sua presenza e l'attivazione di una serie di rapporti fra il Casale e Napoli, portò all'integrazione di questo (e di altri finitimi) nella città come periferia, avvenuta qualche anno dopo con l'annessione ufficiale del 1927.
Il ponte favorì anche l'insediamento in zona di famiglie nobili ed alto-borghesi, che nelle vicinanze di esso fecero sorgere i loro casini di delizia e le loro ville, richiamati sia dalla salubrità dell'aria che dal desiderio di stare vicino alla reggia del Sovrano.
Il ponte oggi è caratterizzato da un fenomeno popolare. Nelle serate estive più afose viene occupato lungo i bordi da molti abitanti del vicino quartiere di Miano, che vi si recano per godere della temperatura più bassa che caratterizza il Cavone di Miano. I mianesi recano con sé seggiole pieghevoli e vi si trattengono per la serata, conversando tra loro e causando anche la sosta di venditori ambulanti di bibite fredde.